# Coppa CERS 2009-2010
La Coppa CERS 2009-2010 è stata la 30ª edizione dell'omonima competizione europea di hockey su pista riservata alle squadre di club. Il torneo ha avuto inizio il 21 novembre 2009 e si è concluso il 16 maggio 2010 .
Il titolo è stato conquistato dagli spagnoli del Liceo La Coruña per la terza volta nella loro storia sconfiggendo in finale i connazionali del Blanes. 
In quanto squadra vincitrice il Liceo La Coruña ha ottenuto anche il diritto di partecipare alla Coppa Continentale.

## Squadre partecipanti
| Nazione     | Club               | Città                | Qualificazione |
| ----------- | ------------------ | -------------------- | -------------- |
| Austria     | Dornbirn           | Dornbirn             |                |
| Francia     | Coutras            | Coutras              |                |
| Francia     | La Vendéenne       | La Roche-sur-Yon     |                |
| Francia     | Mérignac           | Mérignac             |                |
| Francia     | Noisy-le-Grand     | Noisy-le-Grand       |                |
| Germania    | Cronenberg         | Wuppertal            |                |
| Germania    | Germania Herringen | Hamm                 |                |
| Germania    | Walsum             | Duisburg             |                |
| Inghilterra | Grimsby            | Grimsby              |                |
| Inghilterra | Herne Bay United   | Herne Bay            |                |
| Italia      | Amatori Lodi       | Lodi                 |                |
| Italia      | AFP Giovinazzo     | Giovinazzo           |                |
| Italia      | Roller Bassano     | Bassano del Grappa   |                |
| Italia      | Seregno            | Seregno              |                |
| Portogallo  | Braga              | Braga                |                |
| Portogallo  | Benfica            | Lisbona              |                |
| Portogallo  | Juventude Viana    | Viana do Castelo     |                |
| Portogallo  | Oliveirense        | Oliveira de Azeméis  |                |
| Spagna      | Blanes             | Blanes               |                |
| Spagna      | Igualada           | Igualada             |                |
| Spagna      | Liceo La Coruña    | La Coruña            |                |
| Spagna      | PAS Alcoy          | Alcoy                |                |
| Spagna      | Vilanova           | Vilanova i la Geltrú |                |
| Svizzera    | Biasca             | Biasca               |                |
| Svizzera    | Ginevra            | Ginevra              |                |
| Svizzera    | Thunerstern        | Thun                 |                |
| Svizzera    | Wimmis             | Wimmis               |                |
| Svizzera    | Uttigen            | Uttigen              |                |

## Risultati

### Primo turno
Le gare di andata vennero disputate il 21 novembre mentre le gare di ritorno furono disputate il 19 dicembre 2009.
| Squadra 1       | Totale  | Squadra 2          | Andata | Ritorno |
| --------------- | ------- | ------------------ | ------ | ------- |
| AFP Giovinazzo  | 14 - 1  | Herne Bay United   | 10 - 0 | 4 - 1   |
| Seregno         | 5 - 13  | Vilanova           | 1 - 4  | 4 - 9   |
| Juventude Viana | 8 - 11  | Liceo La Coruña    | 4 - 5  | 4 - 6   |
| Noisy-le-Grand  | 6 - 11  | Amatori Lodi       | 2 - 5  | 4 - 6   |
| Braga           | 15 - 7  | Germania Herringen | 6 - 2  | 9 - 5   |
| PAS Alcoy       | 13 - 5  | Dornbirn           | 8 - 2  | 5 - 3   |
| Biasca          | 5 - 7   | Mérignac           | 3 - 2  | 2 - 5   |
| Walsum          | 6 - 14  | Coutras            | 2 - 9  | 4 - 5   |
| Wimmis          | 12 - 23 | Igualada           | 5 - 8  | 7 - 15  |
| Roller Bassano  | 13 - 8  | Uttigen            | 9 - 2  | 4 - 6   |
| Benfica         | 46 - 2  | Grimsby            | 23 - 1 | 23 - 1  |
| Ginevra         | 12 - 8  | Cronenberg         | 7 - 4  | 5 - 4   |

### Ottavi di finale
Le gare di andata vennero disputate il 16 gennaio mentre le gare di ritorno furono disputate il 20 febbraio 2010.
| Squadra 1       | Totale | Squadra 2      | Andata | Ritorno |
| --------------- | ------ | -------------- | ------ | ------- |
| Vilanova        | 11 - 3 | La Vendéenne   | 8 - 1  | 3 - 2   |
| Roller Bassano  | 3 - 9  | Benfica        | 3 - 4  | 0 - 5   |
| Thunerstern     | 6 - 14 | Blanes         | 4 - 7  | 2 - 7   |
| Coutras         | 7 - 6  | PAS Alcoy      | 1 - 2  | 6 - 4   |
| Mérignac        | 9 - 13 | AFP Giovinazzo | 5 - 6  | 4 - 7   |
| Amatori Lodi    | 2 - 3  | Igualada       | 1 - 1  | 1 - 2   |
| Oliveirense     | 18 - 3 | Ginevra        | 13 - 1 | 5 - 2   |
| Liceo La Coruña | 14 - 6 | Braga          | 7 - 2  | 7 - 4   |

### Quarti di finale
Le gare di andata vennero disputate il 13 marzo mentre le gare di ritorno furono disputate il 17 aprile 2010.
| Squadra 1      | Totale | Squadra 2       | Andata | Ritorno |
| -------------- | ------ | --------------- | ------ | ------- |
| Vilanova       | 5 - 6  | Benfica         | 2 - 3  | 3 - 3   |
| Blanes         | 8 - 4  | Coutras         | 5 - 1  | 3 - 3   |
| AFP Giovinazzo | 4 - 9  | Igualada        | 4 - 1  | 0 - 8   |
| Oliveirense    | 5 - 8  | Liceo La Coruña | 4 - 3  | 1 - 5   |

### Final Four
Le Final Four della manifestazione si sono disputate presso il Palácio dos Desportos a Torres Novas dal 15 e 16 maggio 2010.

#### Tabellone
|  | Semifinali      | Semifinali      | Semifinali |        |                 | Finale          | Finale | Finale |  |
|  |                 |                 |            |        |                 |                 |        |        |  |
|  | Liceo La Coruña | Liceo La Coruña | 2          |        |                 |                 |        |        |  |
|  | Liceo La Coruña | Liceo La Coruña | 2          |        |                 |                 |        |        |  |
|  | Igualada        | Igualada        | 1          |        |                 |                 |        |        |  |
|  | Igualada        | Igualada        | 1          |        | Liceo La Coruña | Liceo La Coruña | 7      |        |  |
|  |                 |                 |            |        | Liceo La Coruña | Liceo La Coruña | 7      |        |  |
|  |                 |                 | Blanes     | Blanes | 2               |                 |        |        |  |
|  | Blanes          | Blanes          | Blanes     | Blanes | 2               | 3               |        |        |  |
|  | Blanes          | Blanes          |            |        |                 |                 |        |        |  |
|  | Benfica         | Benfica         | 2          |        |                 |                 |        |        |  |